# Jednopienność

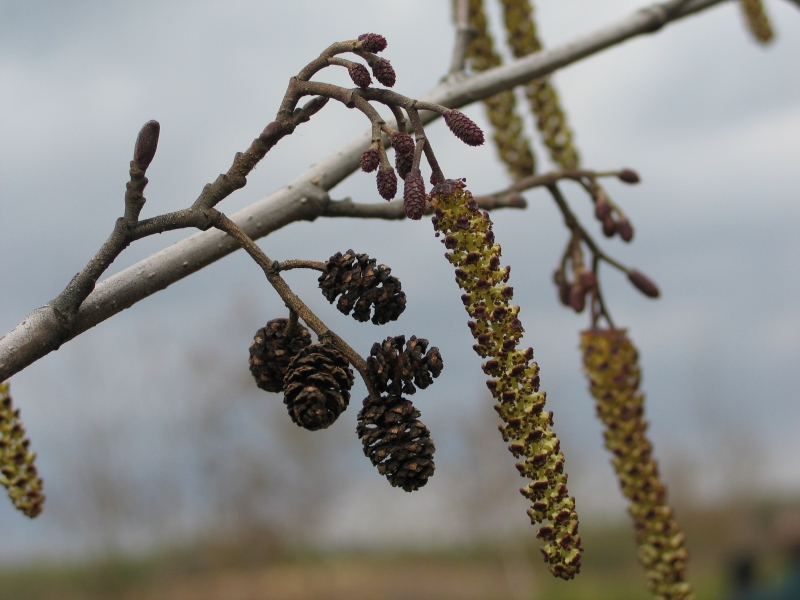
Kwiatostany męskie i żeńskie u jednopiennej olszy czarnej

Jednopienność, jednodomowość, monoecja – występowanie u roślin rozdzielnych męskich i żeńskich (jednopłciowych) narządów rozrodczych na jednym osobniku. W przypadku jednopiennych mszaków i paprotników na tej samej roślinie (na tym samym przedroślu) występują rodnie i plemnie, czyli gametangia męskie i żeńskie. W przypadku roślin nasiennych jednopiennymi nazywane są te rośliny, na których występują zarówno kwiaty męskie, jak i odrębne kwiaty żeńskie. Rośliny, na których obok kwiatów rozdzielnopłciowych występują także kwiaty obupłciowe, określane są mianem poligamicznych. Rozdzielenie płci organów generatywnych jest jedną z form zapobiegania samozapyleniu.
Jednopiennymi roślinami okrytonasiennymi są np. przedstawiciele brzozowatych, bukowatych, orzechowatych, niektóre arekowate, wiechlinowate (np. kukurydza), dyniowate (np. dynia). Wśród nagonasiennych jednopienne są rośliny z rodzin sosnowatych i cyprysowatych.
U mszaków jednopiennych w zależności od wzajemnego położenia rodni i plemni wyróżnia się następujące ich układy:
- synoicus – organy generatywne są wymieszane ze sobą,
- paroicus – organy generatywne znajdują się na tych samych pędach, ale rodnie wyżej, a plemnie niżej,
- autoicus – organy generatywne znajdują się na różnych pędach,
- heteroicus – mieszane układy jak w paroicus i autoicus.